# Okręg wyborczy Aldershot
Okręg wyborczy Aldershot powstał w 1918 r. i wysyła do brytyjskiej Izby Gmin jednego deputowanego. Okręg obejmuje miasta Aldershot i Farnborough w północno-wschodniej części hrabstwa Hampshire.

## Deputowani do brytyjskiej Izby Gmin z okręgu Aldershot
- 1918–1940: Roundell Palmer, wicehrabia Wolmer, Partia Konserwatywna
- 1940–1954: Oliver Lyttelton, Partia Konserwatywna
- 1954–1970: Eric Errington, Partia Konserwatywna
- 1970–1997: Julian Critchley, Partia Konserwatywna
- od 1997: Gerald Howarth, Partia Konserwatywna